# Gare de Contrexéville
La gare de Contrexéville est une gare ferroviaire française de la ligne de Merrey à Hymont - Mattaincourt, située sur le territoire de la commune de Contrexéville, dans le département des Vosges, en région Grand Est.
C'est une gare de la Société nationale des chemins de fer français (SNCF), desservie par des trains régionaux du réseau TER Grand Est.

## Situation ferroviaire
Établie à 344 mètres d'altitude, la gare de Contrexéville est située au point kilométrique (PK) 63,306 de la ligne de Merrey à Hymont - Mattaincourt, entre les gares de Martigny-les-Bains et de Vittel.

## Histoire
La rame TGV Sud-Est no 46 a été baptisée du nom de la ville le 6 novembre 1982.
Le bâtiment voyageurs de la gare a été inscrit monument historique par arrêté du 11 juin 2013.
En décembre 2016, la desserte ferroviaire TER (depuis Nancy) a été supprimée. Elle est restaurée le 5 avril 2019, cette fois-ci par le biais d'une liaison Paris – Vittel ; cela permet de recréer le « train des Eaux », qui avait été supprimé en 2002.

## Fréquentation
De 2015 à 2024, selon les estimations de la SNCF, la fréquentation annuelle de la gare s'élève aux nombres indiqués dans le tableau ci-dessous.
| Année     | 2015   | 2016   | 2017   | 2018   | 2019   | 2020   | 2021   | 2022   | 2023   | 2024   |
| --------- | ------ | ------ | ------ | ------ | ------ | ------ | ------ | ------ | ------ | ------ |
| Voyageurs | 43 759 | 37 162 | 30 915 | 26 665 | 25 390 | 18 447 | 24 991 | 33 195 | 40 125 | 39 624 |

## Service des voyageurs

### Accueil
C'est une gare SNCF disposant d'un bâtiment voyageurs (ouvert du lundi au vendredi, sauf jour férié), mais non équipée d'un guichet.

### Desserte
Contrexéville est une gare du réseau TER Grand Est, desservie par des trains en provenance et à destination de Paris-Est, circulant les vendredis, dimanches et jours fériés.

### Intermodalité
Un parking est aménagé à ses abords.
La gare est desservie par des autocars du réseau TER Grand Est, depuis ou vers Neufchâteau, Épinal, Vittel et Nancy. À cela s'ajoutent ceux du réseau interurbain Connex Vosges (ligne 9).

## Service des marchandises
Cette gare est ouverte au service du fret (train massif uniquement). Elle dessert également d'importantes installations terminales embranchées (usines d'embouteillage en particulier).

## Patrimoine ferroviaire
L'actuel bâtiment voyageurs (BV) a été construit entre 1928 et 1933, par Max Sainsaulieu. Inscrit au titre des monuments historiques en 2013, c'est un exemple intéressant d'architecture Art déco.
Le BV d'origine appartenait au même type standard « Est » que celui de la gare de Vittel, également remplacé par un bâtiment monumental durant la seconde moitié des années 1920.